# Robert Upshaw
Robert Upshaw (ur. 5 stycznia 1994 we Fresno) – amerykański koszykarz, występujący na pozycji środkowego, aktualnie zawodnik Cmoków Mińsk.
14 września 2015 roku podpisał umowę z Los Angeles Lakers.
4 sierpnia 2018 został zawodnikiem Arki Gdynia.
19 lipca 2019 dołączył do tureckiego Demir Insaat Buyukcekmece Basket. 22 sierpnia 2021 zawarł kontrakt z białoruskim zespołem Cmoków Mińsk.

## Osiągnięcia
Stan na 23 sierpnia 2021.
Klubowe
- Brązowy medalista mistrzostw Polski (2019)[5]
- Finalista pucharu:
  - Interkontynentalnego FIBA (2017)
  - Polski (2019)[6]

Indywidualne
- Zaliczony do III składu EBL (2019 – przez dziennikarzy)[7]